# Forever 1
Forever 1 là album phòng thu tiếng Hàn thứ 7 nói riêng và là album phòng thu thứ 10 nói chung của nhóm nhạc nữ Hàn Quốc Girls' Generation. Album do SM Entertainment phát hành dưới định dạng nhạc kỹ thuật số vào ngày 5 tháng 8 năm 2022 và dưới định dạng CD vào ngày 8 tháng 8 năm 2022, nhằm kỷ niệm 15 năm sự nghiệp của nhóm. Album có tổng cộng 10 ca khúc, bao gồm ca khúc chủ đề cùng tên của album, Forever 1.
Forever 1 cũng là album đầu tiên đánh dấu sự trở lại của nhóm trên đường đua âm nhạc sau 5 năm vắng bóng, kể từ sau lần phát hành album trước đó của nhóm là Holiday Night.

## Bối cảnh và phát hành
Ngày 17 tháng 5 năm 2022, SM Entertainment thông báo rằng Girls' Generation sẽ tái hợp để cho ra mắt một album mới ra mắt vào tháng 8 sắp tới, nhằm kỷ niệm 15 năm sự nghiệp của nhóm. Ngày 4 tháng 7 năm 2022, thành viên Sooyoung đã tiết lộ trên chương trình Take Care of Me This Week của đài tvN rằng nhóm sẽ phát hành album phòng thu thứ bảy. Ngày 24 tháng 7 năm 2022, SM Entertainment xác nhận rằng nhóm sẽ phát hành album phòng thu thứ bảy mang tên Forever 1 vào ngày 8 tháng 8. Một ngày sau, lịch trình quảng bá với phiên bản kỹ thuật số được thông báo sẽ phát hành sớm hơn ba ngày vào ngày 5 tháng 8 để kỷ niệm 15 năm trùng với ngày ra mắt của nhóm kể từ năm 2007. Ngày 27 tháng 7 năm 2022, nguồn tin xác nhận rằng Forever 1 sẽ bao gồm mười ca khúc, bao gồm cả ca khúc chủ đề cùng tên Forever 1, do Kenzie - nữ nhạc sĩ tùng cộng tác rất nhiều với nhóm qua các ca khúc Oh!, Into the New World và All Night, sẽ không chỉ tham gia vào việc viết lời, sản xuất và phối khí cho ca khúc chủ đề nói trên, mà cô sẽ còn tham gia vào quá trình sản xuất album. Hai ngày sau, một đoạn teaser về album (mood sampler) cũng đã được phát hành trên website của nhóm. Vào ngày 4 và ngày 5 tháng 8 năm 2022, hai đoạn teaser cho ca khúc Forever 1 chính thức được phát hành. Tối ngày 5 tháng 8, album được phát hành dưới dạng nhạc kĩ thuật số, song song đó là việc ra mặt MV chính thức của ca khúc Forever 1.

## Sáng tác
Forever 1 sẽ có tổng cộng 10 ca khúc. 

### Forever 1
Ca khúc chủ đề cùng tên Forever 1 được mô tả là ca khúc thuộc dòng nhạc dance-pop với "giai điệu tràn đầy năng lượng" và "không khí sôi động như lễ hội" với ca từ có nội dung về "tình yêu vĩnh cửu dành cho những người quý giá, những người luôn ban tặng sức mạnh mọi lúc mọi nơi".

### Seventeen
Seventeen được miêu tả là một ca khúc thuộc dòng nhạc dance R&B đặc trưng bởi "âm thanh synth, nhịp trống dồn dập và giai điệu piano nhẹ nhàng", do hai thành viên Tiffany và Sooyoung tham gia viết lời cho ca khúc.

### Villain
Villain được mô tả là ca khúc thuộc dòng nhạc dance với "nhịp bass và nhịp trống mạnh dồn dập". Ca khúc này do Tiffany và Sooyoung tiếp tục viết lời và chính Tiffany còn tham gia sản xuất cho ca khúc.

### Lucky Like That
Lucky Like That là một ca khúc nhạc pop với phần trình diễn guitar vui tươi và nhịp trống mạnh mẽ.

### You Better Run
You Better Run được mô tả là một ca khúc nhạc pop điện tử với âm thanh sắc nét và giọng hát nội lực, với ca từ được mô tả là phần tiếp theo của ca khúc Run Devil Run, khi các nhân vật chính diện quay trở lại để chống lại kẻ thù không đội trời chung Black SoShi.

### Mood Lamp
Mood Lamp được mô tả là một ca khúc R&B tạo không khí ấm áp cho người nghe với phần trình diễn guitar nhẹ nhàng. Ca từ trong ca khúc này như mong muốn bảo vệ người thân yêu khỏi bóng tối với cảnh một ngọn đèn tâm trạng nhẹ nhàng chiếu sáng đầu giường.

### Paper Plane
Paper Plane được mô tả là một ca khúc thuộc dòng nhạc pop có nhịp độ trung bình với âm trầm mạnh mẽ và giai điệu sôi động tươi vui với ca từ miêu tả những người không ngừng thử thách ước mơ của mình với những chiếc máy bay giấy và chứa đựng những thông điệp ấm áp để ủng hộ cho những ước mơ đó. Ca khúc này được ví như là phần hậu truyện cho ca khúc Into the New World.

### Closer
Closer được mô tả là một ca khúc nhạc pop với "tiếng piano nhẹ nhàng và nhịp điệu disco gợi cảm" mang đến cho người nghe "một rung cảm thú vị".

### Freedom
Freedom được mô tả là một bài hát thuộc dòng nhạc synth-pop với "âm thanh synth mơ mộng và bản giai điệu phong phú" với ca từ "khám phá con người thật của bạn và cảm thấy tự do khi ở bên người mình yêu".

### Summer Night
Summer Night được mô tả là ca khúc nhạc pop có tiết tấu trung bình, đặc trưng bởi "giai điệu synth sôi nổi và giai điệu tuyệt đẹp".

## Quảng bá
Ngày 5 tháng 8 năm 2022, trước khi phát hành album Forever 1, SNSD tổ chức một sự kiện trực tiếp mang tên "Girls' Generation 'Forever 1' Countdown Live" trên YouTube và TikTok để giới thiệu album và đồng thời có buổi giao lưu với các fan hâm mộ nhân kỷ niệm 15 năm thành lập nhóm. Sự kiện này được diễn ra vào lúc 4h30 theo giờ Hàn Quốc.

## Danh sách ca khúc
| Danh sách ca khúc của Forever 1 | Danh sách ca khúc của Forever 1 | Danh sách ca khúc của Forever 1          | Danh sách ca khúc của Forever 1                                  | Danh sách ca khúc của Forever 1                   | Danh sách ca khúc của Forever 1 |
| STT                             | Nhan đề                         | Phổ lời                                  | Phổ nhạc                                                         | Phối khí                                          | Thời lượng                      |
| ------------------------------- | ------------------------------- | ---------------------------------------- | ---------------------------------------------------------------- | ------------------------------------------------- | ------------------------------- |
| 1.                              | "Forever 1"                     | Kim Yeon-jung                            | Kenzie Ylva Dimberg                                              | Kenzie Moonshine                                  | 3:22                            |
| 2.                              | "Lucky Like That"               | Hwang Yu-bin (Verygoods)                 | Sebastian Thott Linnea Deb David Strääf                          | Sebastian Thott                                   | 2:51                            |
| 3.                              | "Seventeen"                     | Lee On-eul Choi Soo-young Hwang Mi-young | Daniel "Obi" Klein Charli Taft Andreas Öberg Emily Kim           | Daniel "Obi" Klein Imlay                          | 3:08                            |
| 4.                              | "Villain"                       | Choi Soo-young Hwang Mi-young            | Tiffany Young Josh Cumbee                                        | Josh Cumbee Moonshine                             | 3:02                            |
| 5.                              | "You Better Run"                | Moon Hye-min                             | Grace Tither Kyle MacKenzie Keir MacCulloch Katya Edwards        | Kyle MacKenzie Keir MacCulloch                    | 2:45                            |
| 6.                              | "Closer"                        | Moon Hye-min                             | Peter Wallevik Daniel Davidsen Katy Tizzard Joe Killington       | PhD                                               | 3:58                            |
| 7.                              | "Mood Lamp"                     | Jo Yoon-kyung                            | Jamie Jones Jack Kugell Lamont Neuble Tim Stewart Treasure Davis | Jamie Jones Jack Kugell Lamont Neuble Tim Stewart | 3:48                            |
| 8.                              | "Summer Night" (완벽한 장면)    | Yun (153/Joombas)                        | Royal Dive Sofia Kay                                             | Royal Dive                                        | 3:13                            |
| 9.                              | "Freedom"                       | Jeong Ha-ri (153/Joombas)                | Gabriella Bishop Camden Cox Cameron Warren                       | St. Louis                                         | 3:02                            |
| 10.                             | "Paper Plane" (종이비행기)      | Charlie (153/Joombas)                    | Cazzi Opeia Emily Kim Figge Boström                              | Figge Boström                                     | 3:30                            |
| Tổng thời lượng:                | Tổng thời lượng:                | Tổng thời lượng:                         | Tổng thời lượng:                                                 | Tổng thời lượng:                                  | 32:39                           |

## Lịch sử phát hành
| Quốc gia hoặc vùng lãnh thổ | Ngày phát hành  | Định dạng                       | Hãng đĩa   |
| --------------------------- | --------------- | ------------------------------- | ---------- |
| Toàn cầu                    | 5 tháng 8, 2022 | Tải kỹ thuật số Phát trực tuyến | SM Dreamus |
| Hàn Quốc                    | 8 tháng 8, 2022 | CD                              | SM Dreamus |